# ツバメ出版流通
ツバメ出版流通株式会社（つばめしゅっぱんりゅうつう）とは、日本の出版取次である。分類としては小取次、専門取次に属す。その扱う出版社も全て小規模で、多くは芸術書や人文書に強みを持っている。創業者で代表の川人寧幸とその妻のふたりが従業員の小取次のなかでも小規模な取次である。
2020年現在は70弱の出版社と一手扱いで取引を行い、またツバメ出版流通以外の取次にも卸すいくつかの出版社とも取引を行っている。そしてツバメ出版流通取扱書籍は直取引か鍬谷書店を仲間卸として全国の書店に送られる。また、取次業務以外にもそうした取引出版社の営業を代行して受注活動もしている。

## 沿革
創業者の川人寧幸は1994年に早稲田大学第二文学部を卒業し、フリーター時代の後、1996年からリブロ池袋本店のレジ担当を経て仕入に契約社員として勤務していた。2年間勤務の後退職して、人文書を主力とする取次鈴木書店に転職した。鈴木書店は入社時から資金繰りに苦しむ状況であり、入社から一年で正社員に登用されたが、2002年に倒産した。いくつかのアルバイトを経験してから、同2002年より鈴木書店出身者7人のうちのひとりとして、鈴木書店の後継となるJRC（人文・社会科学書流通センター）の創業準備に参加し、翌2003年2月に設立された。。JRC に十年間勤め、役員にもなっていたが2012年7月に退社した。そして同年8月に設立したのがツバメ出版流通である。創業時の社員は川人ひとりのみだったが、2015年ころから川人の妻も勤務して二人体制になっている。また、川人はJRC時代から副業として出版社の夜光社の起業を企画していて、これの経営にもあたっている。
川人はJRC 勤務時代から美術書出版には一般の書籍流通に乗ってないものが多いことに注目していた。2000年代から俗にひとり出版社と呼ばれるひとりきりで運営する出版社が増えている機運もあった。これら大取次がなかなか相手にしない美術書出版社を中心に扱えば一社一社は小規模でも集約すれば書店の需要は見込めるだろうと考え取引を持ちかけていった。創業時扱う出版社は3社ほどのみだったが、2014年時で30社程度、2016年には50社程度を一手に扱う規模に成長している。

## 一手扱い
- Archiship Library&Cafe
- アーキペラゴ
- アートダイバー
- ART TRACE
- イオスアートブックス
- ICANOF
- イリス舎
- H.A.Bookstore（HAB, エイチアンドエスカンパニー）
- EXPOSE
- ヱクリヲ編集部
- engine books
- オーバーキャスト
- オムロ
- orangoro
- カオス*ラウンジ
- かんた
- 組立
- 建築と日常
- 虹霓社
- 小舟舎
- command N
- constellation books
- サボテン書房
- salon cojica
- 3331 Arts Chiyoda
- 書肆子午線
- 『生活考察』編集部
- 夕書房
- アートNPOゼロダテ
- 千十一編輯室
- ソリレス書店
- T&M Projects
- TISSUE PAPERS (TISSUE Inc.)
- 東京綜合写真専門学校出版局
- torch press
- トポフィル
- 日本美学研究所
- neoneo 編集室
- ねもは編集部
- NOBODY編集部
- ハシモトオフィス
- 888books
- BankART1929
- handpicked
- PUMPQUAKES
- P3 art and environment
- HeHe
- Human Research
- フェスティバル/トーキョー実行委員会
- photographers' gallery
- 福岡アジア美術館
- FUJITA
- +journal
- flick studio
- BLUE ART
- ボイジャー
- ミチラボラトリー
- millegraph
- MUTANT
- モ＊クシュラ
- モグラグパブリケーション
- 夜光社
- ユミコチバアソシエイツ
- RAD
- リア制作室
- limArt
- YKG publishing
- YYY PRESS
- WAKO WORKS OF ART

### 過去の一手扱い
- 里山社 [15]

## 脚註
1. ↑  末崎、藤村、川人 (2016) p.247
2. ↑  川人寧幸 (2015年10月19日). “outline”.   ツバメ出版流通. 2020年6月14日閲覧。
3. ↑  末崎、藤村、川人 (2016) p.252
4. ↑  川人 (2018)pp.179,180.
5. ↑  末崎、藤村、川人 (2016) p.257
6. ↑  川人 (2018)p.176,177,181-188.
7. ↑  小泉孝一、小田光雄『鈴木書店の成長と衰退』論創社〈出版人に聞く〉15、2014年、p.151 ISBN 978-4-8460-1360-8
8. ↑  川人、松井 (2016)pp.96,97.
9. ↑  川人 (2018)pp.188-193.
10. ↑  川人 (2018)p.204
11. ↑  川人 (2018)pp.191,192,195.
12. ↑  川人 (2018)pp.193-197.
13. ↑  川人、松井 (2016)p.98
14. ↑  末崎、藤村、川人 (2016) p.247、川人、松井 (2016)p.101
15. ↑  清田麻衣子、西山雅子「里山社 清田麻衣子」西山雅子編『”ひとり出版社“という働きかた』河出書房新社、2015年、pp.59,60.、清田麻衣子 (2019年6月1日). “里山社取次切替のお知らせ”.   里山社. 2020年6月14日閲覧。

## 外部サイト
- ツバメ出版流通 - 公式サイト
- ツバメ出版流通 (@maru_tsu) - X（旧Twitter）